# Torno (Lousada)
A Freguesia de Torno, com sede na vila de Senhora Aparecida,  é uma freguesia portuguesa do Município de Lousada, freguesia com 3,35 km² de área e 2451 habitantes (censo de 2021), tendo, por isso, uma densidade populacional de 731,6 hab./km².
Situada na parte oriental do seu município, a Freguesia de Torno é limitada a sul pela freguesia de Vilar do Torno e Alentém, a oeste por Cernadelo, a sudeste pelo Município de Amarante e a norte pelo Município de Felgueiras.
A principal povoação e sede da freguesia, Senhora Aparecida, foi elevada à categoria de vila em 12 de junho de 2009.
A freguesia de São Pedro Fins do Torno, ou São Fins do Torno, comarca de Felgueiras, no extinto concelho de Unhão, era vigararia da apresentação "ad nutum" do Convento de Santa Maria de Pombeiro; mais tarde foi reitoria. Da diocese de Braga passou para a diocese do Porto em 1882. Comarca eclesiástica de Amarante - 2º distrito (1907). Segunda vigararia de Lousada (1916); primeira vigararia de Lousada (1970).
Disposta sobre a encosta oeste da Serra da Cumieira e alongando-se até às margens férteis do Sousa, a freguesia de Torno, ou Aparecida, como é mais comummente reconhecida, oferece uma das mais belas e extensas visões do Vale do Sousa.

## História
O topónimo Torno deverá referir-se a alguma nascente importante na época da denominação (anterior ao século XII) e nada tem a ver com "forno", uma vez que ainda no século XVI se encontra a expressão "torno de água", havendo um pequeno tributário do rio Barosa, chamado Torno, que nasce num sítio que era chamado no século XVII "os Torneiros". Pode, no entanto, buscar-se uma aplicação antiquíssima, pois que, além de existirem fortificações castrejas nas imediações, que fazem supor um povoamento suficientemente remoto, manifesta-o também a restante toponímia: Juste é, na origem, uma justi villa; Guetiz, Sesões e o antigo Cidram, de provável origem germânica, indicam idêntica propriedade.
Neste último local, designado villa ainda nos meados do século XIII, "villa que vocatur Sanctus Michael de Cidram" — dizem as inquirições —, existia naquela época uma velha ermida dedicada ao Arcanjo, o que é mais um óbvio indício de antiguidade. Talvez se tratasse de um templo erecto, como de costume para este culto, no alto de uma elevação, ou mesmo por aqui tivesse existido um pequeno cenóbio, lembrado do topónimo Mosteiro, na encosta da alta chã de Trevoada, muito adequada a tal culto e até à defesa dos povos antigos.
Culto igualmente muito antigo é o que se devota a S. Félix ou a S. Pedro no sítio propriamente dito Torno. O orago da freguesia veio a ser mesmo, numa solução salomónica, S. Pedro Fins, embora no século XIII apenas se dedicasse a igreja a S. Félix (isto é: S. Fins). O caso é que ambos os santos têm o seu dia a 29 de Junho, pelo que, tendo-se tornado cultos muito favoritos antigamente, passaram como que a ser considerados pelo povo um santo único.
A paróquia "ecclesie Sancti Felicis de Torno" já era tão antiga nos meados do século XIII e tão antiga a fundação da sua igreja (decerto dedicada apenas, primeiramente, a S. Félix, mártir de Gerona), que em 1258, sendo sufragânea do mosteiro de Pombeiro, já na terra se não sabia por que razão ou modo a possuía este notável cenóbio, que foi fundação e herança dos Sousãos (desde o conde Achígaz, de meados do século XI). Esta alta estirpe foi aqui herdada avultadamente, e é de supor que a doação da Igreja de S. Fins, do Torno, tivesse sido efectuada ao mosteiro o mais tardar no século XII pelos próceres da casa "de Sousa". Do século XII para o XIII, um deles, D. Gonçalo Mendes "de Sousa" (o segundo do nome) apoderava-se deste templo talvez baseado em dívidas dele ou em direitos de família, que a tal dessem azo.
Em 1230, Gonçalo Mendes de Sousa, depois de ter tomado a igreja desta freguesia restituiu-a ao mosteiro de Pombeiro. Este facto comprova o registo das Inquirições realizadas no reinado de D. Afonso III, em que os jurados referem que a igreja de ''Sancti Felicis di Torno'' era sufragânea do referido mosteiro, e que não tinha pároco a não ser o capelão do mosteiro.
D. Frei Amaro, 1º comendatário do mosteiro de Pombeiro, refugiou-se, por altura da peste, em São Fins, fazendo aí copiar a segunda doação dos fundadores do dito mosteiro.
Uma das muitas propriedades que o Cabido da Sé do Porto possuía era a Quinta da Torre, na freguesia de São Fins do Torno, propriedade que troca por um "casal" na freguesia de Fânzeres, em Gondomar.
Nas Memórias Paroquiais de 1758, o pároco Félix António Borges, vigário adjunto, apresentado pelo D. Abade do mosteiro de Pombeiro, refere que a freguesia se encontra na Província do Minho, Arcebispado de Braga, pertencendo ao concelho de Unhão, comarca de Guimarães.

## Demografia
A população registada nos censos foi:
| Distribuição da População por Grupos Etários | Distribuição da População por Grupos Etários | Distribuição da População por Grupos Etários | Distribuição da População por Grupos Etários | Distribuição da População por Grupos Etários |
| -------------------------------------------- | -------------------------------------------- | -------------------------------------------- | -------------------------------------------- | -------------------------------------------- |
| Ano                                          | 0-14 Anos                                    | 15-24 Anos                                   | 25-64 Anos                                   | > 65 Anos                                    |
| 2001                                         | 562                                          | 399                                          | 1268                                         | 223                                          |
| 2011                                         | 484                                          | 346                                          | 1410                                         | 302                                          |
| 2021                                         | 350                                          | 317                                          | 1371                                         | 413                                          |

## Sobre a Lenda
Pelos meados de agosto, na freguesia de Torno, ou Senhora Aparecida, é tempo de romaria e festa rija. Conta-se que, aí pelo ano de 1823, no adro de Nossa Senhora da Conceição, não se sabe como, alguém descobriu a imagem da que viria a ser conhecida como Senhora Aparecida. Sabe-se, sim, é que o achado foi precedido por estranhos sinais que não paravam de chegar do céu em direcção à entrada de uma antiga mina seca que ficava ali, no mesmo sítio do adro.
Esta mina servia de abrigo a um simpático ermitão cuja origem ninguém conhecia, mas que era estimado por todos. Até pelos animais, para já não falar nas crianças que, encantadas, se sentavam ao seu redor a escutar lindas histórias de sonhar.
Assim corriam os anos até, que um dia, alguém estranhou o longo desaparecimento do velho. Talvez tivesse ido mais longe nas suas voltas, a algum povo distante, a mostrar um oratório que sempre levava consigo mais a imagem da Virgem Maria. Mas não voltou mais. Até que os tais sinais, relâmpagos certinhos e estrelas que caíam na boca da mina, levaram os fregueses e o pároco a pensarem que algo se passava na tal mina. Foi só escavar um pouco e logo apareceram restos das coisas do ermitão juntos com a bela imagem, de novo Aparecida.

## A Lenda da Senhora Aparecida
“Nos últimos anos do século XVIII, pedia esmola por esta terra um pobre ermitão, contando-se ser estrangeiro.
Todos o amavam porque era muito bondoso, estimava os animais e respeitava as crianças.
Morava num subterrâneo, numa antiga mina seca, que existia no monte da Conceição, lugar onde hoje se encontra a Ermida de Nossa Senhora Aparecida. Trazia consigo, num oratório, uma imagem da Virgem Maria, que apresentava quando pedia esmola. Por vezes alargava os seus passeios e, assim, se passavam meses sem ser visto nestes sítios.
Mas, um dia, desapareceu de vez. O que lhe teria acontecido? Ninguém sabia responder. E, assim passou ao esquecimento. Passaram-se muitos anos, até que um fenómeno veio chamar a atenção do povo para o antigo abrigo do ermitão. Eram estrelas cadentes que, em noites seguidas, ali pareciam ir beijar o chão. E também faíscas eléctricas que, em dias de tempestade, ali caíam sem perigo. O povo e o vigário, admirados com o que se passava, resolveram ir escavar e encontraram sinais de uma mina aluída, onde apareceu a pequena imagem da Vírgem, que passou a tomar o nome de Senhora Aparecida.
Perto de tal imagem, encontrava-se uma panela, alguns restos e carvão. Era ali que o pobre mendigo descansava e foi ali, também, a sua sepultura. Foi, por certo, um novo aluimento que soterrou, mas deixando inteira a pequenina imagem que o acompanhou em vida.
Quando isto se descobriu, os sinos repicaram e lágrimas de alegria cobriram o rosto de todos quantos assistiram a este acontecimento.
A notícia correu todo o norte de Portugal. A partir daí, começou a peregrinação a este santo lugar. Assim começou a festejar-se a Romaria de Senhora Aparecida, nos dias 13, 14 e 15 de Agosto de cada ano. "

## Demografia
A freguesia de Torno é uma das zonas mais jovens da Europa, em termos populacionais.

## Lugares
Torno é constituído por 59 lugares, segundo a organização da freguesia por códigos postais:
- Aldeia
- Alhares
- Alto de Fogo
- Aterro
- Bacêlo
- Bangeiro
- Barroca Funda
- Boavista
- Boucinha
- Cachada
- Caldeirões
- Cezões
- Cimo de Vila
- Covas
- Devesa
- Escorregadoura
- Figueiredo
- Fontelo
- Guetiz
- Igreja
- Juste
- Loureiro
- Lustosa
- Massas
- Mata
- Moinhos
- Monte de Baixo
- Monte de Cima
- Obra
- Olival
- Outeiro
- Paços
- Penoucas
- Pigaços
- Poço de Fora
- Poldras
- Ponte da Veiga
- Porta
- Portela
- Quinta
- Rego
- Reguengo
- Ribas
- Ribeira
- Rio
- São Domingos
- Senhora Aparecida
- Sousa
- Soutinho
- Souto
- Tanque
- Telhado
- Torre
- Trovoada
- Vagem
- Veiga
- Vinha
- Vista Alegre
- Xisto

## Cultura
Em Torno, pode-se ver o Santuário da Senhora Aparecida, onde se realiza anualmente uma festa, vulgo Grandiosa Romaria, com três dias, entre 13 e 15 de agosto. O "Andor Grande" da procissão, geralmente organizada no 2º dia de festa (14/08), é o maior de Portugal, sendo transportado por cerca de 80 homens. Tem 21,50 metros de altura e pesa 1300 quilogramas. Em 2007, a paróquia desta freguesia candidatou-se ao famoso livro de recordes Guiness, para registá-lo oficialmente como o maior andor do mundo.

### Património
- Ponte da Veiga
- Igreja paroquial
- Ermida da Senhora Aparecida
- Capela da Senhora da Conceição
- Casa de Juste
- Parque da vila

### Gastronomia
- Beijinhos-de-amor
- Pão-de-ló
- Cabrito assado no forno
- Vinhos Verdes

## Instituições
- Aparecer - Associação para o Desenvolvimento Turístico, Económico e Social
- Aparecida Futebol Clube
- Associação Desportiva de Poldras
- Associação Cultural e Recreativa da Senhora Aparecida
- Sociedade Columbófila Senhora Aparecida
- Centro Ciclista da Senhora Aparecida